# Leptura naxi
Leptura naxi es una especie de escarabajo longicornio del género Leptura, categorizada en la tribu Lepturini, de la subfamilia Lepturinae. Fue descrita por Holzschuh en 1998.

## Descripción
Mide 12,9 mm de longitud.

## Distribución
Se distribuye por China.